# Charles Bruno Blondeau
Pour l’article homonyme, voir Blondeau.
Charles Bruno Blondeau (22 mars 1835-4 juillet 1888) fut un entrepreneur et homme politique fédéral du Québec.

## Biographie
Né à Saint-Pascal-de-Kamouraska dans le Canada-Est, il devint député du Parti conservateur dans la circonscription fédérale de Kamouraska en 1882. Il sera défait en 1887 par le libéral Alexis Dessaint.